# گرآب (کهگیلویه)
گراب (کهگیلویه)، روستایی از توابع بخش چاروسا شهرستان کهگیلویه در استان کهگیلویه و بویراحمد ایران است. این روستا دارای مردمانی بسیار خونگرم و مهمان نواز است.زبان آن‌ها لری می‌باشد و شغل بسیاری از مردم روستا کشاورزی و دامداری است، ولی فارغ التحصیلان دانشگاهی بیسیاری دارد که در نقاط مختلف کشور مشغول به کار هستند. در کنار روستا رودخانه‌ای به نام گراب وجود دارد که قبلاً از این رودخانه جهت کشت برنج و سایر محصولات در تابستان استفاده می شده‌است ولی  در حال حاضر به علت خشکسالی‌های پی در پی کشور میزان آب ان در تابستان خیلی کم شده‌است. حدود 70-80 سال پیش روستای قدیم گراب در کنار همین رودخانه و نزدیک تل مرغونی قرار داشت ولی متأسفانه قبلاً وقتی مردم روستا در تابستان به ییلاق رفته بودند توسط عده‌ای به آتش کشیده شد و مردم به اجبار به مکان کنونی نقل مکان کردند. از آثار باستانی این روستا قلعه گراب و تل مرغونی است که متأسفانه بخشهای زیادی از آن‌ها تخریب شده‌است. از جاهای دیدنی آن رودخانه گراب، باغ نزدیک روستا، چشمه نوشاری، اشکفت‌های طبیعی اطراف آن مانند اشکفت نظرعلی و اشکفت دم ده، جعبه سیدمحمید و زمین کشاورزی کنار رودخانه هستند.

## جمعیت
این روستا در دهستان طیبی سرحدی غربی قرار دارد و براساس سرشماری مرکز آمار ایران در سال ۱۳۸۵، جمعیت آن ۳۰۵ نفر (۶۷خانوار) بوده‌است.